# Третий тайм
«Третий тайм» — советский кинофильм 1962 года. Занял шестое место в прокате СССР 1963 года — в кино его посмотрели 32 миллиона зрителей.

## Сюжет
Сюжет фильма основан на реальном факте так называемого матча смерти — футбольного матча между любительской командой немецких Люфтваффе и командой «Старт» составленной из бывших игроков киевского «Динамо», в Киеве 9 августа 1942 года. Изложенная в фильме версия событий при этом является практически полностью вымышленной.

## В ролях
| Актёр               | Роль                                                     |
| ------------------- | -------------------------------------------------------- |
| Юрий Волков         | центральный нападающий Соколовский                       |
| Владимир Кашпур     | пленный футболист, участник "матча смерти" Кирилл Зайцев |
| Леонид Куравлёв     | Лёня Фокин                                               |
| Юрий Назаров        | Миша Скачко                                              |
| Вячеслав Невинный   | Савчук                                                   |
| Глеб Стриженов      | опытный футболист Евгений Викторович Рязанцев            |
| Геннадий Юхтин      | вратарь Дугин                                            |
| Алексей Эйбоженко   | Лемешко                                                  |
| Валентина Шарыкина  | Вера                                                     |
| Игорь Пушкарёв      | Кириллов                                                 |
| Александра Данилова | мать Саши                                                |
| Лидия Драновская    | Рязанцева                                                |
| Эрвин Кнаусмюллер   | майор Хайнц                                              |
| Александр Метёлкин  | Павлик                                                   |
| Николай Новлянский  | продавец бутс                                            |
| Владимир Пицек      | немецкий офицер                                          |
| Георгий Светлани    | парикмахер                                               |
| Валентинс Скулме    | капитан немецкой команды Юхан Дитрих                     |
| Валентина Маркова   | жена Скачко Саша                                         |
| Зоя Василькова      | хозяйка квартиры                                         |

## Съёмки
Съёмки фильма проходили в Одессе и Калининграде.
Юрий Назаров, сыгравший Мишу Скачко, рассказывал:
Это была для меня третья картина по счёту. Евгений Ефимович снимал очень необычно… по 5 дублей и все разные, а потом он из этого складывал. Что́ он сложит, ка́к он сложит, кто́ я там буду: трус или герой — я не знаю. Это у меня вызывало уважение громадное. Матч мы снимали на стадионе «Динамо» — старый, брошенный, разваленный был. Нам нужны были болельщики. На двух трибунах выставили массовку — жителей Одессы, женщины в основном. И значит, мы им рассказали вот так, так, и так, русские начнут выигрывать, их уводят на  расстрел, а вы покажите эмоции. Ка́к они взвыли, ласточки, шкура стояла дыбом. «Вот, вот, замечательно! Та́к снимаем!» — кричали они. Чёрта с два, так они не повторили.
В Калининграде съёмки велись на бывшей Замковой площади, где в кадр попали руины кёнигсбергского филиала Рейхсбанка и флигеля Унифрида (юго-восточное крыло Королевского замка). Кроме того, в фильме мы можем увидеть и два калининградских стадиона. Сцена самого матча начинается с прохода колонны немецких солдат под аркой старейшего в России стадиона «Балтика» (расположен в самом центре Калининграда на проспекте Мира). Часть съёмок шла на стадионе «Локомотив».
Немецкие солдаты маршируют под мелодию известной песни «Дрожат прогнившие кости» (нем. Es zittern die morschen Knochen), написанной в 1932 году Хансом Бауманом